# Connerville (Oklahoma)
Connerville est une census-designated place du comté de Johnston, dans l'État d'Oklahoma, aux États-Unis. En 2020, elle compte une population de 59 habitants.